# Adam Werstak
Adam Werstak (ur. 1990) – polski aktor niezawodowy, który zyskał popularność dzięki roli Pawła w filmie Wszystko będzie dobrze.
Pochodzi z rozbitej rodziny, razem z siostrą w wieku 16 lat trafił do Domu Dziecka w Stawigudzie. Młodszy brat Adama wychowywał się u dalszej rodziny. W wieku 17 lat zagrał główną rolę u boku Roberta Więckiewicza w filmie Wszystko będzie dobrze.

## Filmografia
- 2007: Wszystko będzie dobrze jako Paweł
- 2018-2019: Chyłka - Zaginięcie